# Nombre de Dios (kommun)
Nombre de Dios är en kommun i Mexiko.   Den ligger i delstaten Durango, i den centrala delen av landet, 700 km nordväst om huvudstaden Mexico City.
Följande samhällen finns i Nombre de Dios:
- Nombre de Dios
- Gabriel Hernández
- Santa Cruz de Guadalupe
- La Constancia
- Nixtalpan
- El Pueblito Veinte de Noviembre
- Emilio Portes Gil
- Ignacio Zaragoza
- Revolución Social
- El Tobe
- Francisco Villa
- Ojo de Agua de San Juan
- El Segundo Molino
- Cardenchos
- Lumbreras
- El Venado
- San José de Acevedo